# Paul Doumer
Paul Doumer, född den 22 mars 1857 i Aurillac, död den 7 maj 1932, var en fransk politiker och kolonialadministratör. Frankrikes president 1931-1932.
Doumer växte upp i en fattig familj och kom i lära hos en medaljgravör. Han skaffade sig på egen hand kunskaper, som satte honom i stånd att bli "licencié en sciences". Han blev därefter gymnasielärare och redaktör för en radikal tidning i Laon, invaldes i deputeradekammaren 1888, men föll igenom 1889 och blev då kabinettschef hos ministerpresidenten Charles Floquet, på vilken post han ådagalade sällspord energi och smidighet.
1890 valdes han ånyo till deputerad, i Yonne, slöt sig till radikalerna och vann genom outtröttlig arbetsförmåga, intelligens och oratoriska talanger så stort anseende, att han blev finansminister i Bourgeois' radikala kabinett (1895-96), varunder han förgäves sökte införa progressiv inkomstskatt i Frankrike.
Av den konservative ministerpresidenten Jules Méline mottog han 1897 posten som generalguvernör i Indokina, Frankrikes mest lukrativa befattning, och där hade han tillfälle att fritt lägga i dagen sin imponerande kraft och sin organisatoriska förmåga. År 1902 återvände han till Frankrike och deputeradekammaren, där hans forna partivänner mottog honom som "förrädare" mot partiet. Hans under livet i kolonien luttrade åsikter hade gjort honom till en varm förfäktare av en imperialistisk politik samt av stärkandet av landets försvarskrafter och därpå vilande stormaktsställning.
Han blev flera gånger ordförande i kammarens budgetutskott och valdes 1905 och 1906 till kammarens talman. Vid valet till republikens president 7 januari 1906 var han de konservativas och högerns kandidat, men besegrades av senatens talman, Armand Fallières.
Doumer blev därefter senator för Korsika och var september-november 1917 minister utan portfölj i Paul Painlevés ministär samt januari 1921-januari 1922 finansminister i Aristide Briands kabinett. Han var president i senaten 1927 och Frankrikes president och furste av Andorra från 1931. Han blev skjuten av Paul Gorgulov, en emigrant från Ryssland, i ett hotell i Paris 1932. Presidenten avled dagen efter att han blivit skjuten.
Sina hågkomster från Indokina har han skildrat i ett stort arbete, L'Indo-Chine française (1903). Dessutom har han skrivit Le livre de mes fils, l’homme, la famille, le ciloyen, la patrie (1905).